# Eupithecia infulata
Eupithecia infulata är en fjärilsart som beskrevs av Franz Dannehl 1933. Eupithecia infulata ingår i släktet Eupithecia och familjen mätare. Inga underarter finns listade i Catalogue of Life.